# Приходченко Павло Прокопович
Павло Прокопович Приходченко (5 листопада 1905, село Бочечки, тепер Конотопського району Сумської області — ?) — радянський діяч, міністр паперової і деревообробної промисловості Української РСР.

## Біографія
Член ВКП(б).
До літа 1941 року працював головним інженером Мелітопольського насосно-компресорного заводу Запорізької області. Під час німецько-радянської війни брав участь у евакуації заводу в місто Катайськ Курганської області. Завод було перепрофільовано на виробництво мін та передано в розпорядження Народного комісаріату мінометного озброєння СРСР. У 1944 році Павло Приходченко повернувся до Мелітополя.
На 1944—1948 роки — директор Мелітопольського насосно-компресорного заводу Запорізької області.
До вересня 1955 року — директор заводу «Більшовик» Міністерства машинобудування і приладобудування СРСР.
У вересні 1955 — 31 травня 1957 року — міністр паперової і деревообробної промисловості Української РСР.
З червня 1957 до квітня 1960 року — 1-й заступник голови Ради народного господарства (раднаргоспу) Київського економічного адміністративного району.
На 1962—1965 роки — директор інституту «Укрндіпластмаш» у Києві.
Подальша доля невідома.

## Звання
- інженер-капітан

## Нагороди
- орден Трудового Червоного Прапора (5.08.1944)[2]
- два ордени «Знак Пошани» (16.09.1945[3], 23.01.1948)
- медалі